# Capela de São Pedro de Alcântara
A Capela de São Pedro de Alcântara é uma suntuosa edificação do século XIX em estilo neoclássico localizada no interior do Palácio Universitário da Universidade Federal do Rio de Janeiro (UFRJ), na Urca, na cidade do Rio de Janeiro, no Brasil.

## Histórico
A Capela situa-se no terceiro pavimento do Palácio Universitário, originário do antigo Hospício Nacional dos Alienados fundando em 5 de dezembro de 1852 por Dom Pedro II. O Hospício ali funcionou durante 92 anos, sendo desativado em 30 de setembro de 1944. Permanecendo abandonado desde então, foi tombado pelo Instituto do Patrimônio Histórico e Artístico Nacional (IPHAN) e doado em 1948 à Universidade do Brasil para sediar a reitoria desta universidade. Passou por reformas e, um ano mais tarde, foi inaugarado pelo presidente  Eurico Gaspar Dutra. Atualmente, o órgão da UFRJ responsável pela administração da Capela é o Fórum de Ciência e Cultura (FCC).

## Estilo
Diversas cenas em filmes e casamentos foram gravadas na bela construção projetada em estilo neoclássico pelos arquitetos portugueses Domingos Monteiro e Joaquim Cândido Guilhobel e também pelo brasileiro José Maria Jacinto Rebelo. A nave possui capacidade para 150 pessoas, 136 metros quadrados, pé direito duplo coberto com abóbada e janelas altas à guisa de tribuna, com quatro guarda-corpos de cada lado. No altar está esculpida a imagem de São Pedro de Alcântara em mármore de Carrara por Johann Franz Pettrich.

## Incêndio
Em 28 de março de 2011, um incêndio de grandes proporções atingiu a região central do Palácio Universitário, as chamas iniciaram-se na cupúla da Capela, que ficou bastante destruída, causando inclusive o desabamento dos tetos do segundo e do terceiro pavimento. A recuperação da Capela, orçada em 8 milhões de reais, está em andamento.

## Galeria de fotos

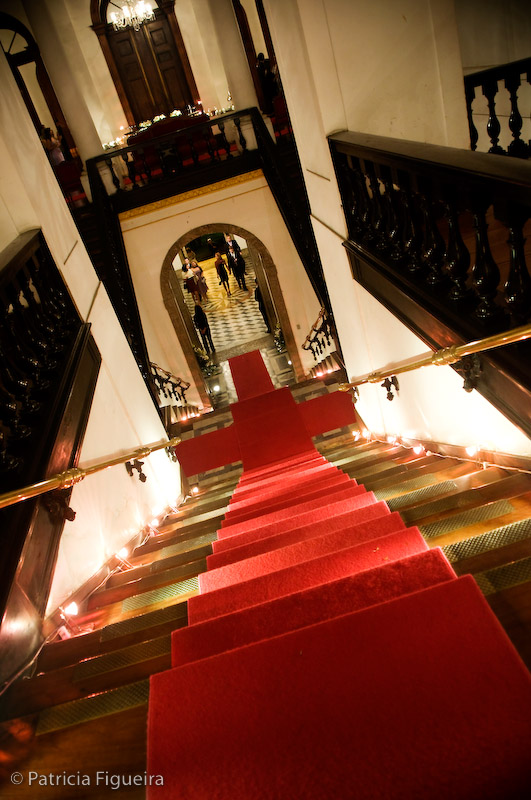
Escadaria
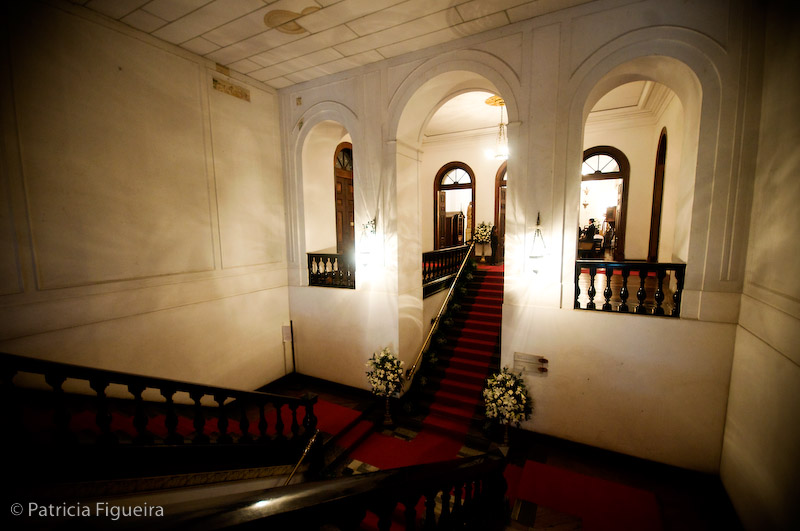
Portal
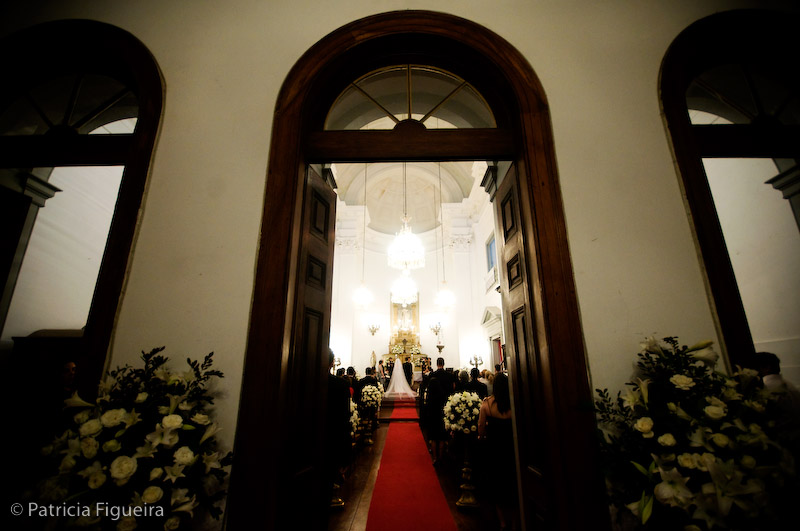
Entrada
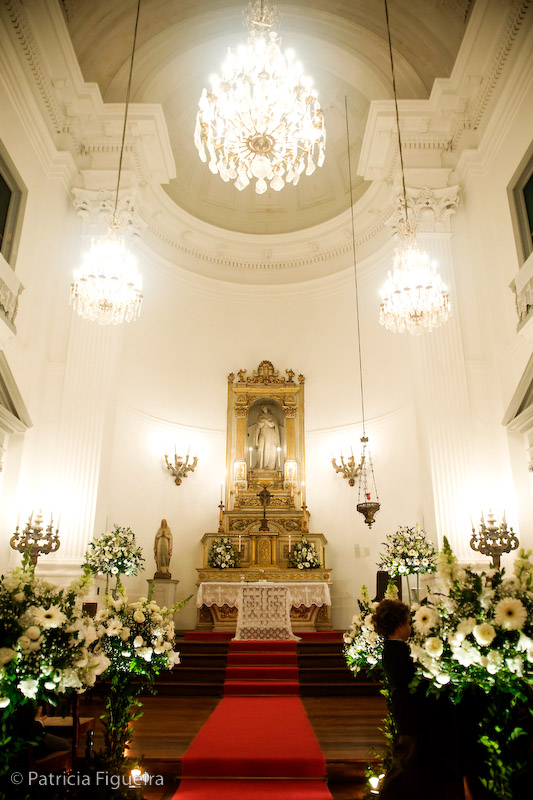
Altar